# Nefelina
La nefelina (gr. nephele, "nube") es un mineral de la clase 9 (silicatos), según la clasificación de Strunz. Su nombre deriva del griego nefele (nube), debido al aspecto como nublados que toman sus cristales cuando son tratados con ácido fuerte.
Se encontró por primera vez en 1801 en Monte Somma en Italia y fue descrito por  René-Just Haüy, nombrado por la palabra griega νεφέλη, Nephele, 'nube', llamada así debido a su capacidad para formar nubes de precipitación de sílice en la descomposición en ácidos fuertes.

## Propiedades
Es un tectosilicato de aluminio y sodio, en el que el sodio es en parte sustituido por potasio o algunas veces por calcio. La nefelina se presenta como masas de color gris o rojizo. Con buena fractura, o como cristales hexagonales de brillo graso.

## Formación y yacimientos
Se encuentra en abundancia en las rocas eruptivas. Es un componente fundamental en las rocas denominadas sienitas nefelíticas, rocas ígneas que son comunes en ambientes de formación alcalinos.

## Usos
Este mineral se emplea en la fabricación de piezas de cerámica y cristal. Se encuentra en Alemania, Noruega, Rusia, Brasil, Estados Unidos y Perú.